# 프리야이
프리야이(자와어: Priyayi) 또는 쁘리야이는 네덜란드의 식민지 시대 인도네시아 자와 지역의 사회 계층 중 하나이다. 본디 '프리야이'라는 용어는 자와어에서 술탄 아궁이 정복한 지역의 지방관인 아디파티(자와어: adipati)의 후예들을 이르는 말이다.

## 식민 시대
네덜란드 식민 시대에 섭정직 등의 식민지 관료 계층은 일반적으로 프리야이였다. 프리야이 계층은 전통적으로 자와 사회에서 소농 계층인 웡 칠릭(자와어: wong cilik) 등에 비해 높은 지위를 차지하는 사회 고위층을 형성하였다. 프리야이들이 지켜야 하는 다양하고 정교한 관습과 에티켓도 존재하였다.
프리야이들은 자와 지역에 살던 대부분의 여타 토착민들에 비해 교육을 받을 기회가 많은 편이었다. 예로 19세기 자와 화가인 라덴 살레(살레 샤립 부스타만, Saleh Sjarif Boestaman)는 프리야이 계층이었고, 유럽식 미술 교육을 받았다. 또 유명한 민족주의자 하지 우마르 사잇 초크로아미노토(Hadji Oemar Said Tjokroaminoto) 역시 이 계층에 속하였는데, 네덜란드 당국의 공무원 학교에서 교육을 받았다.

## 칭호
프리야이 계층은 복잡다단한 칭호 체계를 사용하였다. 자와 귀족이 통상 사용하던 칭호를 일부 나열하면 다음과 같다.
- 라덴(Radèn) : 귀족 남성에게 사용.
- 라덴 아유(Radèn Ayu) : 결혼하지 않은 귀족 여성에게 사용.
- 라덴 아증(Radèn Ajeng) : 결혼한 귀족 여성에게 사용.
- 투믕궁(Tumenggung) : 섭정직에 재직했던 사람에게 사용.
- 마스(Mas) : 비교적 지위가 낮은 귀족에게 사용.

이 칭호들의 순위는 대략 다음과 같다. '마스'가 가장 낮은 칭호이며, 그 다음은 단순한 '라덴'이다. 다음으로는 '라덴'에 여러 칭호를 결합한 '라덴 마스', '라덴 판지(Radèn Panji)', '라덴 투믕궁(Radèn Tumenggung)', '라덴 응아베이(Radèn Ngabèi)', '라덴 아리아(Radèn Aria)'가 된다. 칭호는 세습되는데, 아버지의 칭호가 가장 낮은 '마스'가 아니라면 아들의 칭호는 아버지의 것보다 한 단계 낮은 것이 된다.
여기서 경칭 '라덴'은 말라가시어의 경칭인 '안드리아나(Andriana)'와 관련이 있는데, 유래는 고대 자와어의 '주인, 군주'를 의미하는 '라하댠(Rahadyan)'이다.

## 기어츠의 이론
미국의 인류학자이자 사회학자인 클리퍼드 기어츠(Clifford Geertz)는 자와 사회의 주요한 세 개의 사회 집단(인도네시아어: aliran)을 '산트리(santri)', '아방안(abangan)', '프리야이'로 구별하였다. 이 중 '프리야이' 집단은 전통적인 관료 엘리트이며, 계층적인 힌두-자와 문화의 영향을 강하게 받았다. 이들의 지위는 식민시기 이전에는 재판을 담당하는 직종이었다가 식민기에 접어들자 식민지 공무원으로 이동하였으며, 현대 인도네시아 공화국 시기에 이들은 국가 행정을 담당하게 되었다.
'산트리' 집단은 도시민일 공산이 크며, 모스크, 꾸란, 샤리아 등의 이슬람 문화에 친숙한 경향이 있다. 반면에 '아방안' 집단은 시골 마을에서 자랐으며 힌두 문화와 이슬람 문화 모두를 흡수하면서 애니미즘과 민속 전통이 어우러진 문화를 형성한다. '산트리' 집단은 종종 '붉은' 아방안과 구별되어 '하얀 사람들'이라는 뜻의 '푸티한(puthihan)'으로 불리기도 한다.

## 참고 문헌
- Bertrand, Romain, État colonial, noblesse et nationalisme à Java. La Tradition parfaite, Karthala, Paris, 2005, ISBN 2845866372
- Geertz, Clifford. The Religion of Java. Glencoe, IL: The Free Press, 1960
- Sutherland, Heather, "Notes on Java's Regent Families : Part I", Indonesia, Volume 16 (October 1973), pp. 113–147